# Variantes do árabe
As variantes (ou dialetos ou vernáculos) do árabe são os sistemas linguísticos que os falantes de árabe, língua semítica dentro da família afro-asiática originária da Península Arábica, falam nativamente. Há variações consideravelmente de região para região, com graus variados de inteligibilidade mútua (e alguns são mutuamente ininteligíveis). Muitos aspectos da variabilidade atestada nessas variantes modernas podem ser encontrados nos antigos dialetos árabes da península. Da mesma forma, muitos dos recursos que caracterizam (ou distinguem) as diversas variantes modernas podem ser atribuídos às línguas originais des antigos povos ou colonos. Para algumas organizações, como a Ethnologue e a Organização Internacional de Padronização, as aproximadamente 30 variantes da língua árabe são de facto idiomas diferentes. Já outras instituições, como a Biblioteca do Congresso dos Estados Unidos da América, consideram todas essas como dialetos do árabe. Enquanto as variantes vernaculares diferem substancialmente uma das outras, o árabe moderno padrão (فصحى, transl. fuṣ-ḥā) é padronizado e universalmente entendido por quem é alfabetizado em árabe. Embora estudiosos ocidentais façam distinção entre árabe padrão moderno e árabe clássico, falantes de árabe normalmente não façam essa diferenciação.
Em termos sociolinguísticos, há uma grande diferença entre os diversos vernáculos do árabe, usados para situações de fala cotidiana, e a linguagem padronizada formal, encontrada principalmente na escrita e em outras situações formais — variando de país para país, de falante para falante (de acordo com suas preferências pessoais, sua educação e cultura), e dependendo do tópico e da situação. Ou seja, o árabe costuma ocorrer, em seu ambiente natural, em uma situação de diglossia, o que significa que os seus falantes nativos aprendem e utilizam com frequência duas formas linguísticas substancialmente diferentes entre si, em diferentes aspectos de suas vidas. No caso do árabe, a variedade que prevalece em determinada região é aprendida como língua materna do falante, e usada para quase todas as situações cotidianas que envolvam a língua oral, além de alguns filmes, peças teatrais e (raramente) alguma literatura, enquanto a linguagem culta / formal é posteriormente aprendida na escola. Essa situação do árabe é geralmente exemplificada pelo latim, que manteve por séculos uma variante culta e diversas versões vernaculares, até desaparecer como língua falada, enquanto línguas românicas derivadas tornaram-se em novos idiomas, como o português, o castelhano, o francês, o italiano e o romeno. Mas embora tenha produzido dialetos locais, a variante culta do árabe não desapareceu.
As maiores diferenças entre o árabe moderno padrão / clássico e suas variantes coloquiais estão na perda de casos gramaticais; em uma ordem de palavras diferente e restritiva; na perda do sistema anterior de modo verbal, juntamente com a evolução de um novo sistema; na perda da voz passiva flexionada, exceto por alguns vestígios em variantes; na restrição ao uso do número duplo e — para a maioria das variantes — a perda do plural feminino. Muitos dialetos árabes, principalmente no agrupamento árabe magrebino, também apresentam mudanças vocálicas significativas e encontros consonantais incomuns. Ao contrário de outros grupos de dialetos, no árabe magrebino, os verbos singulares em primeira pessoa começam com um n- (ن). Existem ainda diferenças substanciais adicionais entre as falas beduína e a sedentária, o campo e as principais cidades, grupos étnicos, grupos religiosos, classes sociais, homens e mulheres, e jovens e idosos. Essas diferenças são até certo ponto solucionáveis. Frequentemente, os falantes de árabe podem ajustar sua fala de várias maneiras, de acordo com o contexto e suas intenções — por exemplo, falar com pessoas de diferentes regiões, demonstrar seu nível de educação ou se basear na autoridade da língua falada.
Em termos de classificação tipológica, os dialectologistas especialistas em língua árabe distinguem entre duas normas básicas: beduína e sedentária. Essa classificação é baseada em um conjunto de características fonológicas, morfológicas e sintáticas que distinguem as duas normas, no entanto, no modelo moderno, especialmente para variantes urbanas do árabe, não é realmente possível manter essa classificação, em parte porque os dialetos modernos são tipicamente um amálgama de características de ambas as normas. Geograficamente, as variantes árabes modernas são classificadas em cinco grandes ramos: peninsular (com quatro subgrupos), mesopotâmico, levantino (com três subgrupos), nilo-egípcio (com quatro subgrupos) e magrebino (com dois subgrupos). Falantes de áreas distantes podem ter dificuldade para entender os dialetos um do outro — além de fronteiras nacionais, dentro dos países e até entre cidades e aldeias.

## Misturas e mudanças
O árabe é caracterizado por um grande número de variantes. No entanto, falantes de árabe costumam manusear a maneira como falam com base nas circunstâncias. Pode haver várias motivações para mudar a fala: a formalidade de uma situação; a necessidade de se comunicar com pessoas de diferentes dialetos; para se obter aprovação social; para se diferenciar do ouvinte; na citação de um texto escrito; para diferenciar assuntos pessoais e profissionais ou gerais; para esclarecer um ponto e mudar para um novo tópico.
Um fator importante na mistura ou na mudança do árabe é o conceito de um dialeto de prestígio. Refere-se ao nível de respeito concedido a um idioma ou dialeto dentro de uma comunidade de fala. A língua árabe formal tem um prestígio considerável na maioria das comunidades de língua árabe, dependendo do contexto. Contudo, esta não é a única fonte de prestígio. Muitos estudos mostraram que, para a maioria dos falantes, existe uma variedade de prestígio do árabe vernacular. No Egito, para aqueles que não são do Cairo, o dialeto de prestígio é o árabe falado na capital egípcia. Para as mulheres jordanianas de beduínos ou de origem rural, podem ser os dialetos urbanos das grandes cidades, especialmente a capital Amã. Além disso, em certos contextos, um dialeto relativamente diferente do árabe formal pode ter mais prestígio do que um dialeto mais próximo da língua formal — por exemplo, no Bahrein.
O idioma mistura-se e muda de maneiras diferentes. Falantes de árabe costumam usar mais de uma variedade de árabe em uma conversa ou até mesmo uma frase. Esse processo é chamado de alternância de código linguístico. Por exemplo, uma mulher em um programa de TV poderia apelar para a autoridade da linguagem formal usando elementos desta em seu discurso para impedir que outros falantes a interrompessem. Outro processo em ação é o "nivelamento", a "eliminação de características dialéticas muito localizadas em favor de outras mais regionalmente gerais". Isso pode afetar todos os níveis linguísticos — semântico, sintático, fonológico, etc. A mudança pode ser temporária, como por exemplo na comunicação entre falantes de árabes substancialmente diferentes, ou pode ser permanente, como geralmente acontece quando pessoas do campo se mudam para a cidade e adotam o dialeto urbano de maior prestígio, possivelmente ao longo de algumas gerações.
Esse processo de acomodação às vezes apela à linguagem formal, mas muitas vezes não. Por exemplo, moradores da Palestina central podem tentar usar o dialeto de Jerusalém, e não o deles, quando falam com pessoas com dialetos substancialmente diferentes, principalmente porque podem ter uma compreensão muito fraca da linguagem formal. Em outro exemplo, grupos de falantes instruídos de diferentes regiões geralmente usam formas dialéticas que representam um meio termo entre seus dialetos, em vez de tentar usar a linguagem formal, para tornar a comunicação mais fácil e compreensível. Por exemplo, para expressar a construção existencial com o verbo haver (como em "há um lugar onde..."), os falantes de árabe têm acesso a muitas palavras diferentes:
- Árabe moderno padrão: /hunaːk/
- Kuwait e Iraque: /aku/
- Iêmen: /peh/
- Egito, Levante e a maior parte da península Arábica:  /fiː/
- Tunísia: /famːa/
- Marrocos e Argélia: /kajn/

Nesse caso, é mais provável que /fiː/ seja usado, pois não está associado a uma região específica e é o mais próximo de um meio termo dialético para esse grupo de falantes. Além disso, dada a prevalência de filmes e programas de TV em árabe egípcio, é provável que todos os falantes estejam familiarizados com isso. O aku do árabe iraquiano, o fīh do árabe levantino e o kayn do árabe magrebino evoluíram das formas árabes clássicas (yakūn, fīhi, kā'in respectivamente), mas agora soam muito diferentes. Às vezes, um certo dialeto pode estar associado ao atraso e não possuir prestígio popular - ainda assim continuará sendo usado, pois carrega uma espécie de prestígio secreto e serve para diferenciar um grupo do outro quando necessário.

## Classificação

### Tipológica
Uma divisão dialetal básica que traça uma divisão ao longo de toda a geografia do mundo arabofalante se dá entre as variantes 'sedentárias' e beduínas do árabe. Por todo o Levante e o Norte da África (isto é, as áreas de colonização pós-islâmica), isto se reflete principalmente na forma de uma divisão relativamente simples entre o idioma urbano (sedentário) e o rural (beduíno), porém a situação fica mais complexa no Iraque e na Arábia. Esta diferenciação se originou com os padrões de colonização e assentamento que seguiram-se às conquistas árabes. À medida que as regiões iam sendo conquistadas, os acampamentos militares que eram montados nestes novos territórios transformavam-se em cidades, e o povoamento das áreas rurais pelos beduínos veio logo em seguida. Em certas áreas, os dialetos sedentários também são divididos em variantes rurais e urbanas.
A diferença fonética mais óbvia entre estes dois grupos dialetais é a pronúncia da letra ق (qaaf), que é sonora nos dialetos beduínos (quase sempre /g/, embora às vezes ocorra uma variante palatalizada /ʤ/ ou /ʒ/), porém surda nos dialetos sedentários (/q/ ou /ʔ/); a primeira é mais associada com a fala rústica do campo, enquanto a segunda é considerada tipicamente urbana. A outra principal diferença fonética é que os dialetos beduínos preservaram as interdentais do árabe clássico, ث (/θ/) e ذ (/ð/), e fundiram os sons enfáticos ض (/dˤ/) e ظ (/ðˤ/), transformando-os em /ðˤ/, em vez do /dˤ/ usado pelos dialetos sedentários.
Existem diferenças significantes na sintaxe; os dialetos sedentários, em particular, partilham com o árabe clássico diversas inovações comuns - o que levou à sugestão de que uma espécie de koiné ("língua comum") simplificado teria surgido nos acampamentos militares árabes no Iraque, a partir de onde as partes restantes do mundo árabe atual foram conquistadas.
Os dialetos beduínos, no geral, são mais conservadores que os sedentários, e os dialetos beduínos dentro da Arábia são ainda mais conservadores que em qualquer outro lugar. Dentro dos dialetos sedentários, as variantes ocidentais, em particular o árabe marroquino, são menos conservadoras do que as ocidentais.

### Geográfica

Mapa (em inglês) com os dialetos do árabe no mundo árabe.

Inicialmente, as variações do árabe eram regionalmente divididas em apenas dois grupos: mashriqi (العامية; transliteração: (al-)`āmmiyya, "oriental") que incluem falantes da Península Arábica, Mesopotâmia, Levante, Egito e Sudão e maghrebi (الدارجة; transliteração: (ad-)dārija, ocidental) que agregam falantes do norte da África (Magrebe) a oeste do Egito.

Contudo, dialectologistas árabes têm adotado uma classificação mais particular para as variantes modernas do idioma, dividida em cinco grandes ramos: peninsular (com quatro subgrupos), mesopotâmico, levantino (com três subgrupos), nilo-egípcio (com quatro subgrupos) e magrebino (com dois subgrupos).
- Ramo magrebino (maghrebi)
  - Árabe argelino (الدارجة / دزايري - dzayri / dārja)
  - Árabe hassani
  - Árabe líbio (ليبي / الدارجة - dārja / lībi)
  - Árabe marroquino (الدارجة / مغربية - maḡribiyya / dārija)
  - Árabe saariano
  - Árabe tunisino (الدارجة / تونسي - tūnsi / dērja)
  - Árabe andalusino (أندلسي - andalūsi, extinto na Península Ibérica, sobrevivendo entre as comunidades andaluzas no Marrocos e na Argélia)
  - Árabe siciliano (صقلي - sīqīlli, extinto na Sicília, embora maltês descende dela)
- Ramo Nilo-Egípcio (mashriqi)
  - Árabe egípcio (مصرى - maṣri)
  - Árabe saidi (صعيدى - ṣaʿīdi)
  - Árabe sudanês (سوداني - sūdāni)
  - Árabe chadiano
- Ramo peninsular (mashriqi)
  - Árabe do Golfo (خليجي - ḵalīji)
  - Árabe bareinita (بحراني - Baḥrāni)
  - Árabe kuwaitiano
  - Árabe najdi (نجدي - najdi)
  - Árabe hejazi (حجازي - ḥijāzi)
  - Árabe beduíno (بدوي - badawi / bdiwi)
  - Árabe bareqi
  - Árabe iemenita (يمني - yamani)
  - Árabe hadhrami (حضرمي - ḥaḍrami)
  - Árabe sanani
  - Árabe taizzi-adeni
  - Árabe tihami
  - árabe judaico-iemenita
  - Árabe omani (عماني - ʿumāni)
  - Árabe dofari
  - Árabe shihhi (شحّي - šiḥḥi)
- Ramo mesopotâmio (mashriqi)
  - Árabe mesopotâmico meridional
  - Árabe mesopotâmico setentrional (موصلية - mūsuliyya)
  - Árabe bagdadiano
  - Árabe judaico-bagdali
  - árabe judaico-iraquiano
  - Árabe cuzestani
  - Árabe cipriota maronita
- Ramo levantino (mashriqi)
  - Árabe sírio (سوري - sūri)
  - Árabe libanês (لبناني - libnēni)
  - Árabe jordaniano (أردني - urduni)
  - Árabe palestino (فلسطيني - falasṭīni)

Esses grupos regionais de idiomas não correspondem às fronteiras dos estados modernos. Nas partes ocidentais do mundo árabe, as variantes são chamadas de الدارجة (ad-dārija), e nas partes orientais, como العامية (al-ʿāmmiyya). Variantes próximas de árabe formal são na sua maioria mutuamente inteligíveis, mas variantes distantes tendem a não ser. Variantes magrebinas são particularmente díspares, com os falantes de árabe egípcio alegando dificuldade em entender os falantes de árabe da África do Norte, enquanto a capacidade destes de entender outros falantes de árabe se deve principalmente à popularidade generalizada do árabe egípcio e, em menor grau, à do árabe levantino, por exemplo, através de programas de TV sírios ou libaneses (esse fenômeno é chamado de inteligibilidade assimétrica).
Um outro fator na diferenciação das variantes é a influência de outras línguas anteriormente faladas ou ainda faladas atualmente nas regiões, como o copta no Egito, o berbere, o púnico, o fenício, o turco otomano, o francês, o italiano, o castelhano no norte da África e no Levante, o himiarito, o sul-arábico moderno e o sul-arábico antigo no Iêmen, e o aramaico siríaco, o acadiano, o babilônico e o sumério na Mesopotâmia (Iraque). Os falantes de variantes mutuamente ininteligíveis geralmente são capazes de se comunicar mudando para o árabe moderno padrão.

## Exemplos de diferenças regionais
O exemplo a seguir ilustra semelhanças e diferenças entre as variantes literárias e padronizadas e os principais dialetos urbanos do árabe. Também é incluído o maltês, um idioma siculo-árabe distante e descendente do árabe magrebino.
As pronúncias verdadeiras diferem; transliterações usadas abordam uma demonstração aproximada. Além disso, a pronúncia do árabe moderno padrão difere significativamente de região para região.
| Variante                 | Eu adoro ler muito.                                                                   | Quando eu fui à biblioteca,                                                           | eu só encontrei este livro antigo.                                                                       | Eu queria ler um livro sobre a história das mulheres na França. |
| ------------------------ | ------------------------------------------------------------------------------------- | ------------------------------------------------------------------------------------- | --- | --- |
| Árabe moderno padrão     | أَنَا أُحِبُّ القِرَاءَةَ كَثِيرًاʾana ʾuḥibbu‿l-qirāʾata kaṯīrā ʔana: ʔuħibːu‿lqiraːʔata kaθiːran | عِنْدَمَا ذَهَبْتُ إِلَى المَكْتَبَةʿindamā ḏahabtu ʾila‿l-maktabah ʕindamaː ðahabtu ʔila‿lmaktabah | لَمْ أَجِد سِوَى هٰذَا الكِتَابِ القَدِيمlam ʾaǧid siwā hāḏa‿l-kitābi‿l-qadīm lam ʔad͡ʒid siwaː haːða‿lkitaːbi‿lqadiːm | كُنْتُ أُرِيدُ أَنْ أَقْرَأَ كِتَابًا عَن تَارِيخِ المَرأَةِ فِي فَرَنسَاkuntu ʾurīdu an ʾaqraʾa kitāban ʿan tārīḫi‿l-marʾati fī faransā kuntu ʔuriːdu ʔan ʔaqraʔa kitaːban ʕan taːriːχi‿lmarʔati fiː faransaː |
| Tunisino (Tunes)         | nḥəbb năqṛa baṛʃa                                                                     | wăqtəlli mʃit l-əl-măktba                                                             | ma-lqīt kān ha-lə-ktēb lə-qdīm                                                                           | kənt nḥəbb năqṛa ktēb ʕla tērīḵ lə-mṛa fi fṛānsa |
| Argelino (Argel)         | ʔāna nḥəbb nəqṛa b-ez-zaf                                                             | ki rŭħt l-əl-măktaba                                                                  | ma-lqīt ḡīr hād lə-ktāb lə-qdīm                                                                          | kŭnt ḥayəb nəqṛa ktāb ʕla t-tārīḵ təʕ lə-mṛa fi fṛānsa |
| Marroquino (Casablanca)  | ʔāna kanebɣi naqra b-ez-zāf                                                           | melli mʃīt el-maktaba                                                                 | ma-lqīt ḡīr hād le-ktāb le-qdīm                                                                          | kunt bāḡi naqra ktāb ʕla tārīḵ le-mra fe-fransa |
| Egípcio (Cairo)          | ʔana baḥebb el-ʔerāya awi                                                             | lamma roḥt el-maktaba                                                                 | ma-lʔet-ʃ ʔella l-ketāb el-ʔadīm da                                                                      | kont ʕāyez ʔaʔra ketāb ʕan tarīḵ es-settāt fe faransa |
| Lebanese (Beirute)       | ʔana ktīr bḥebb l-ʔ(i)rēye                                                            | lamma reḥt ʕal-makt(a)be                                                              | ma l(a)ʔēt ʔilla ha-le-ktēb l-ʔ(a)dīm                                                                    | kēn badde ʔeʔra ktēb ʕan tērīḵ l-mara b-f(a)ransa |
| Mesopotâmio (Bagdá)      | ʔāni kulliš ʔaḥebb lu-qrāya                                                           | min reḥit lil-maktaba                                                                 | ma ligēt ḡīr hāḏa l-ketab el-ʕatīg                                                                       | redet ʔaqra ketāb ʕan tārīḵ l-imrayyāt eb-fransa |
| Golfo (Kuwait)           | ʔāna wāyid ʔaḥibb il-qirāʾa                                                           | lamman riḥt il-maktaba                                                                | ma ligēt ʔilla ha-l-kitāb il-qadīm                                                                       | kint ʔabī ʔagra kitāb ʕan tarīḵ il-ḥarīm b-faransa |
| Hejazi (Jidá)            | ʔana marra ʔaḥubb al-girāya                                                           | lamma ruħt al-maktaba                                                                 | ma ligīt ḡēr hāda l-kitāb al-gadīm                                                                       | kunt ʔabḡa ʔaɡra kitāb ʕan tārīḵ al-ḥarīm fi faransa |
| Iemenita (Sanaa)         | ʔana bajn ʔaḥibb el-gerāje gawi                                                       | ḥīn sert salā el-maktabe                                                              | ma legēt-ʃ ḏajje l-ketāb l-gadīm                                                                         | kont aʃti ʔagra ketāb ʕan tarīḵ l-mare wasṭ farānsa |
| Maltês                   | jien inħobb naqra ħafna                                                               | meta mort il-librerija                                                                | Sibt biss dan il-ktieb il-qadim                                                                          | Ridt naqra ktieb dwar il-ġrajja tan-nisa fi Franza. |
| Jordaniano (Amã)         | ʔana ktīr baḥebb il-qirāʔa                                                            | lamma ruḥt ʕal-mektebe                                                                | ma lagēt ʔilla hal-ktāb l-gadīm                                                                          | kan beddi ʔaqraʔ ktāb ʕan tārīḵ l-mara b-faransa |
| Norte-jordaniano (Irbid) | ʔana/ʔani kṯīr baḥebb il-qirāʔa                                                       | lamma ruḥt ʕal-mektebe                                                                | ma lagēteʃ ʔilla ha-l-ktāb l-gadīm                                                                       | kān baddi ʔagra ktāb ʕan tārīḵ l-mara b-faransa |
| Sírio (Damasco)          | ʔana ktīr bḥebb l-ʔirēye                                                              | lamma reḥt ʕal-maktbe                                                                 | ma lʔēt ʔilla ha-l-ktēb l-ʔdīm                                                                           | kān biddi ʔra ktāb ʕan tārīḵ l-mara b-fransa |

Para fins de comparação, considere a mesma frase em alemão e neerlandês:
1. Alemão: Ich lese sehr gerne. Als ich zur Bibliothek ging, fand ich nur dieses alte Buch, obwohl ich ein Buch über die Geschichte der Frauen in Frankreich lesen wollte.
2. Neerlandês: Ik lees zeer graag. Toen ik naar de bibliotheek ging, vond ik slechts dit oude boek, hoewel ik een boek over de geschiedenis van de vrouwen in Frankrijk had willen lezen.

Ou entre castelhano e português:
1. Castelhano (ortografia): Me gusta mucho leer. Cuando fui a la biblioteca, encontré solamente este viejo libro. Quería leer un libro sobre la historia de las mujeres en Francia.
2. Castelhano (pronúncia, Valladolid): [me ˈɣusta ˈmutʃo leˈer ‖ ˈkwando ˈfwi a la βiβljoˈteka enkonˈtɾe solaˈmente ˈeste ˈβjexo ˈliβɾo ‖ keˈɾi.a leˈeɾ un ˈliβɾo ˈsoβɾe lajsˈtoɾja ðe laz muˈxeɾes en ˈfɾanθja]
3. Português (ortografia): Gosto muito de ler. Quando fui à biblioteca, encontrei somente este velho livro. Queria ler um livro sobre a história das mulheres na França.
4. Português (pronúncia, Rio de Janeiro): [ˈgɔʃtu ˈmũjtu dʒi ˈleʁ ‖ ˈkwɐ̃du ˈfuj ˈa bibljoˈtɛk‿ĩkõˈtɾej ˌsɔˈmẽˈtʃ‿eʃtʃi ˈvɛʎu ˈlivɾu ‖ kiˈɾi.ɐ/keˈɾi.ɐ ˈleɾ‿ũ ˈlivɾu ˈsobɾj‿ɐ‿jʃˈtɔɾjɐ dɐ(j)ʒ muˈʎɛɾiʒ na ˈfɾɐ̃sɐ]

Alguns linguistas argumentam que as variantes do árabe são diferentes o suficiente para se enquadrarem como idiomas separados, da mesma forma que o alemão e o holandês ou o espanhol e o português. No entanto, como Reem Bassiouney aponta, talvez a diferença entre 'idioma' e 'dialeto' seja mais política do que linguística.

### Outras diferenças regionais
As variantes "periféricas" do árabe - isto é, as variantes faladas em países onde o árabe não é uma língua dominante nem uma língua franca (por exemplo, Turquia, Irã, Chipre, Chade e Nigéria) - são especialmente diferentes em certos aspectos, especialmente em seu vocabulário, tendo sido menos influenciadas pelo árabe clássico. Historicamente, no entanto, encaixam-se nas mesmas classificações dialetais que as variantes faladas em países onde o árabe é a língua dominante. Como a maioria desses dialetos periféricos está localizada em países de maioria muçulmana, agora eles são influenciados pelo árabe clássico e pelo árabe moderno padrão, as variantes árabes do Alcorão e seus vizinhos de língua árabe, respectivamente.
Provavelmente a mais divergente das variantes não-criolas do árabe é o árabe cipriota maronita, uma variantes quase extinta, com fortes influências do grego e escrita em alfabetos grego e latino. Descendente do siculo-árabe, o vocabulário do maltês adquiriu um grande número de palavras emprestadas do siciliano, do italiano e recentemente do inglês, e usa apenas um alfabeto latino. Devido ao grande impacto destas influências, o maltês também é designado um "idioma misto" (embora este termo seja utilizado de maneira mais criteriosa pelos estudos mais recentes) e até se chegou a propor classificá-la como uma língua "criolóide, pertencente ao grupo das línguas arabóides", ou como situada em algum ponto entre uma "língua mista" e uma "língua com uma quantidade enorme de empréstimos". É a única língua semítica entre as línguas oficiais da União Europeia.
Pidgins baseados no árabe, com um vocabulário pequeno e majoritariamente árabe, mas que não conta com a maior parte das características morfológicas daquele idioma, estão muito espalhados por toda a margem meridional do Saara até os dias de hoje; o geógrafo medieval Albacri registrou um texto escrito num destes pidgins num lugar provavelmente correspondente à atual Mauritânia, no século XI. Em algumas áreas, especialmente em torno do sul do Sudão, estes pidgins sofreram um processo de criolização.
Mesmo em países onde o idioma oficial é o árabe, diferentes comunidades religiosas falam variantes ligeiramente diferentes. Por exemplo, na Síria, o árabe falado em Homs é reconhecido como diferente do árabe falado em Damasco, mas ambos são considerados variantes de árabe levantino. No Marrocos, o árabe da cidade de Fez é considerado diferente do árabe falado em outras partes desse país. E em Bagdá, cristãos e judeus falam a variante qeltu, enquanto os muçulmanos falam a variante gilit (ambos os termos significam "eu disse"; ver línguas judaico-árabes).

## Diferenças formais e vernaculares

Diagrama de diglossia do linguista egípcio Al-Said Badawi sobre a alternância entre a norma culta e a coloquialidade no árabe

Outra maneira que as variantes de árabe diferem entre si é que algumas são formais e outras são coloquiais (ou seja, vernaculares). Existem duas variantes formais, ou اللغة الفصحى al-lugha(t) al-fuṣḥá. Uma delas, conhecida como árabe moderno padrão (em inglês, Modern Standard Arabic, cuja sigla é árabe moderno padrão), é usada na escrita, na radiodifusão, em discursos e entrevistas. O árabe moderno padrão foi desenvolvido deliberadamente no início do século XIX como uma versão modernizada do árabe clássico, a outra variante formal do árabe. O árabe clássico é a língua do Alcorão e é raramente usado, exceto na recitação do livro sagrado do islamismo ou na citação de textos clássicos mais antigos. Normalmente, falantes de árabe não fazem uma distinção explícita entre árabe moderno padrão e árabe clássico.
As pessoas costumam usar uma mistura da norma culta e uma variante coloquial local. Por exemplo, entrevistadores e oradores geralmente utilizam o árabe moderno padrão para fazer perguntas previamente preparadas ou declarações pré-elaboradas, fazendo uma troca para uma variante coloquial durante um comentário ou resposta espontânea a uma pergunta. A proporção de uso do árabe moderno padrão e variantes coloquiais depende do orador, do tópico e da situação - entre outros fatores. Hoje, mesmo cidadãos menos instruídos são expostos ao árabe moderno padrão por meio da educação pública e da exposição aos meios de comunicação de massa, e, portanto, tendem a usar elementos dessa variante culta para conversa com outros. Este é um exemplo do que é conhecido na linguística como diglossia.
O linguista egípcio Al-Said Badawi propôs as seguintes distinções entre os diferentes "níveis de fala" envolvidos quando falantes de árabe egípcio alternam entre as variantes formal e coloquial:
- فصحى التراث fuṣḥá at-turāṯ ("herança clássica") - Essa é a língua árabe clássica, uma herança do Alcorão e da literatura árabe. É principalmente uma linguagem escrita, mas é também ouvida na forma falada em mesquitas ou em programas religiosos na televisão, mas com uma pronúncia modernizada.

- فصحى العصر fuṣḥá al-ʿaṣr ("clássico contemporâneo" ou "clássico modernizado") - Esse é o que os linguistas ocidentais chamam de árabe moderno padrão, que na verdade é uma modificação e simplificação do árabe clássico deliberadamente criada na Idade Moderna. Consequentemente, inclui muitas palavras recém-inventadas, adaptadas do árabe clássico (da mesma forma que os estudiosos europeus durante o Renascimento cunharam novas palavras em inglês adaptadas do latim) ou emprestadas de línguas estrangeiras, principalmente europeias. Comumente usado na linguagem escrita, é encontrado na maioria dos livros, jornais, revistas, documentos oficiais e cartilhas de leitura para crianças pequenas, além do usado como outra versão da forma literária do Alcorão e em revisões modernizadas de escritos da herança literária árabe. É também utilizado na linguagem oral quando as pessoas leem em voz alta textos previamente preparados. Também por falantes altamente instruídos que conseguem usar essa norma moderna culta espontaneamente, embora isso normalmente ocorra apenas no contexto de transmissões de radiodifusão (particularmente em talk show e programas de debate em redes de televisão pan-árabes, como Al Jazeera e Al Arabiya), onde falantes desejam ser entendidos simultaneamente por outros falantes de árabe em todos os países onde o público-alvo dessas redes vive. Ou ainda na conversa entre falantes altamente instruídos que o usam espontaneamente e não falam uma mesma variante coloquial.
- عامية المثقفين ʿāmmiyyat al-muṯaqqafīn ("coloquial dos mais letrados") - Essa é uma forma vernacular fortemente influenciada pela árabe moderno padrão, ou seja, que tomou palavras emprestadas deste (semelhante às línguas românicas literárias, nas quais várias palavras foram emprestadas diretamente de latim clássico). As palavras emprestadas do árabe moderno padrão substituem ou às vezes são usadas ao lado de palavras nativas desenvolvidas do árabe clássico em variantes coloquiais. Tende a ser usado em discussões sérias por pessoas instruídas, mas geralmente não em forma escrito (exceto informalmente). Inclui um grande número de palavras de empréstimo estrangeiras, principalmente relacionadas a assuntos técnicos e teóricos e às vezes em temas não intelectuais. Como geralmente pode ser entendido pelos ouvintes que falam variedades de árabe diferentes das do país de origem do falante, é frequentemente usado na televisão e também está se tornando o idioma da instrução nas universidades.
- عامية المتنورين ʿāmmiyyat al-mutanawwarīn ("coloquial dos basicamente letrados") - Essa é uma linguagem cotidiana usada pelas pessoas em contextos informais e também ouvida na televisão quando assuntos não intelectuais estão sendo discutidos. É caracterizada, segundo Al-Said Badawi, por altos níveis de empréstimos. Falantes mais instruídos geralmente alternam entre os códigos āmmiyyat al-muṯaqqafīn and ʿāmmiyyat al-mutanawwarīn.
- عامية الأميين ʿāmmiyyat al-ʾummiyyīn, ("coloquial dos iletrados") - Essa é uma linguagem muito coloquial caracterizada pela ausência de qualquer influência do árabe moderno padrão e por relativamente poucos empréstimos estrangeiros. Essas variantes são os descendentes diretos quase inteiramente evoluídos do árabe clássico.

Quase todas as pessoas no Egito são capazes de usar mais de um desses níveis de fala, e as pessoas geralmente alternam entre cada código, às vezes numa mesma frase. Isso é também geralmente a realidade de outros países de língua árabe.
As variantes faladas do árabe são ocasionalmente escritos a partir do alfabeto árabe. O árabe vernacular foi reconhecido pela primeira vez como uma língua escrita distinta do árabe clássico no Egito Otomano do século XVII, quando a elite do Cairo começou a se inclinar para a escrita coloquial. Um registro da época desse vernáculo cairense é encontrado no dicionário compilado por Yusuf al-Maghribi.
Mais recentemente, existem muitas peças e muitos poemas, além de algumas outras obras em árabe libanês e árabe egípcio. Há livros de poesia para a maioria das variantes. Na Argélia sob dominação francesa, o árabe magrebino foi ensinado como uma matéria separada, e existem alguns livros didáticos. Judeus mizraims em todo o mundo árabe que falavam dialetos judaico-árabes renderam jornais, cartas, contas, histórias e traduções de algumas partes de sua liturgia no alfabeto hebraico, adicionando diacríticos e outras convenções para letras que existem em judaico-árabe, mas não em língua hebraica.
A adoção do alfabeto latino no árabe foi defendida libanês pelo lingüista e teólogo Said Aql, cujos apoiadores publicaram vários livros de sua transcrição. Em 1944, Abdelaziz Pasha Fahmi, membro da Academia de Língua Árabe do Egito, propôs a substituição do alfabeto árabe pelo latino. Sua proposta foi discutida em duas sessões na comunhão, mas foi rejeitada e enfrentou forte oposição nos círculos culturais. O alfabeto latino é amplamente usado por falantes de árabe na Internet ou para enviar mensagens por telemóvel quando o alfabeto árabe não está disponível ou é difícil de utilizar por razões técnicas e é ainda usado na comunicação entre falantes do árabe moderno padrão de diferentes dialetos coloquiais.

## Variáveis sociolinguísticas
A sociolinguística é o estudo de como o uso da linguagem é afetado por fatores sociais, por exemplo, normas e contextos culturais (ver também pragmática). As seções a seguir examinam algumas das maneiras pelas quais as sociedades árabes modernas influenciam a maneira como o árabe é falado.

### Religião
A religião dos falantes de árabe às vezes está envolvida na definição de como eles falam a língua árabe. Como é o caso de outras variáveis, a religião não pode ser vista isoladamente. Geralmente está conectada com os sistemas políticos nos diferentes países. A religião no mundo árabe geralmente não é vista como uma escolha individual. Pelo contrário, é questão de afiliação a um grupo: nasce muçulmano (e até sunita ou xiita), cristão ou judeu, e isso se torna um pouco como a sua etnicidade. A religião como uma variável sociolinguística deve ser entendida neste contexto.
O Bahrein fornece uma excelente ilustração. Uma grande distinção pode ser feita entre os xiitas do país, que são a população mais antiga dali, e os sunitas, que são a população que começou a imigrar para ali no século XVIII. Embora os sunitas formem uma minoria da população no Bahrein, a família dominante do país é sunita. Consequentemente, a linguagem coloquial presente na TV local é quase invariavelmente a falada pela população sunita bareinita e, portanto, o poder, o prestígio e o controle financeiro estão associados aos árabes sunitas. Isso está tendo um efeito importante na direção da mudança de idioma coloquial no Bahrein.
O Iraque também possui um caso que ilustra como pode haver diferenças significativas na maneira como o árabe é falado com base na religião. Observe que o estudo mencionado aqui foi realizado antes da Guerra do Iraque. Em Bagdá, existem diferenças linguísticas significativas entre os dialetos falados por árabes cristãos e árabes muçulmanos da cidade. Os cristãos de Bagdá são uma comunidade bem estabelecida, e seu dialeto evoluiu do vernáculo sedentário do Iraque urbano medieval. O dialeto muçulmano típico de Bagdá é mais recente na cidade e vem da fala beduína. Em Bagdá, como em outras partes do mundo árabe, as várias comunidades compartilham o árabe moderno padrão como uma variante de prestígio, mas o dialeto coloquial muçulmano está associado ao poder e ao dinheiro, dado que essa comunidade é a mais dominante. Portanto, a população cristã da cidade aprende a variante bagdadiana muçulmana para o uso em situações mais formais, por exemplo, quando um professor de uma escola cristã está tentando chamar os alunos da classe.

## Principais divisões

### Variantes pré-islâmicas
Antes da disseminação do árabe clássico com a expansão islâmica, a Península Arábica era linguisticamente diversa. O árabe antigo desenvolveu-se entre os variantes do semítico central falados no norte e no centro da península, a maioria dos quais escrita com alfabetos árabes setentrionais antigos. O árabe setentrional antigo, incluindo os safaíticos e os hismaicos, é encontrado em inscrições em uma ampla faixa do Levante, da Síria ao norte da Arábia Saudita. No Hejaz, o hejazi antigo, a língua do texto consonante do Alcorão, era falado ao lado da língua do oásis Dadānv e pelo menos quatro variantes não decifradas conjuntamente referidos como thamudic. A língua falada do Reino Nabateu também era uma forma de árabe.
- Árabe antigo setentrional[37][38]
  - Oasis árabe setentrional
    - Dumaitic
    - Dadanitic
    - Oasis árabe setentrional disperso

  - Hasaitic
  - Thamudic
- Árabe antigo
  - Safaitic
  - Hismaic
  - Árabe nabateu
  - Hejazi antigo
    - Árabe clássico

Nota: O idioma do oásis de Taima foi anteriormente classificado como uma variedade de árabe, mas agora é considerado mais próximo das Línguas semíticas do noroeste devido a suas alterações sonoras características.

### Variantes modernas

#### Variantes setentrionais
São influenciadas pelas línguas aramaicas ocidentais e copta (egípcia) e, em menor grau, pela língua turca e língua grega.
- Árabe levantino
  - Árabe levantino setentrional
    - Árabe sírio
    - Árabe libanês
    - Árabe çurovani

  - Árabe levantino meridional
    - Árabe jordaniano
    - Árabe palestino

  - Árabe beduíno (ISO 639-3:avl)
- Árabe egípcio (ISO 639-3:arz)
- Árabe saidi (ISO 639-3:aec)

#### Variantes orientais
São influenciadas pela língua aramaica, pela língua turca e por línguas iranianas, como o curdo e o persa.
- Árabe mesopotâmico (ISO 639-3:acm)
  - Árabe mesopotâmico meridional (gelet)
    - Árabe bagdadiano
    - Árabe cuzestani

  - Árabe mesopotâmico setentrional (qeltu)
    - Árabe moslawi (ISO 639-3:ayp)
    - Árabe cipriota-maronita (ISO 639-3:acy)
    - Árabe anatoliano

#### Variantes centrais
São influenciadas pela língua núbia e, em menor grau, pela língua italiana e pela língua grega.
- Árabe sudanês (ISO 639-3:apd)

#### Variantes ocidentais
São influenciadas pelas línguas berberes, púnica ou fenícia, e pelas línguas românicas.
- Árabe magrebino
  - Koiné
    - Árabe marroquino (ISO 639-3:ary)
    - Árabe argelino (ISO 639-3:arq)
    - Árabe tunisino (ISO 639-3:aeb)
    - Árabe líbio (ISO 639-3:ayl)

  - Totalmente pré-hilálio
    - Árabe jebli
    - Árabe jijel
    - Siculo-árabe (idioma extinto, mas não sua família)
      - Idioma maltês (ISO 639-3:mlt)

  - Beduíno
    - Árabe saariano (ISO 639-3:aao)
    - Árabe hassani (ISO 639-3:mey)
- Árabe andalusino (ISO 693-3: xaa), extinto

#### Variantes meridionais centrais
São levemente influenciadas pela língua persa e pelas várias línguas do sul asiático.
- Árabe peninsular
  - Árabe do Golfo (ISO 639-3:afb)
  - Árabe bareinita (ISO 639-3:abv)
  - Árabe nadji (ISO 639-3:ars)
  - Árabe hejazi (ISO 639-3:acw)

#### Variantes meridionais orientais
Estas são influenciadas pelas línguas semíticas meridionais orientais e, em menor grau, pelas várias línguas do sudeste/sul asiático.
- Árabe iemenita
  - Árabe hadhrami (ISO 639-3:ayh)
  - Árabe sanani (ISO 639-3:ayn)
  - Árabe taizzi-adeni (ISO 639-3:acq)
  - Árabe tihami
- Árabe omani (ISO 639-3:acx)
  - Árabe dofari ISO 639-3:adf)
  - Árabe shihhi (ISO 639-3:ssh)

#### Periféricas
- Árabe centro-asiático
  - Árabe tadjique (ISO 639-3:abh)
  - Árabe usbeque (ISO 639-3:auz)
  - Árabe khorasani
- Árabe shirvani (extinto)
- Árabe chadiano (árabe shuwa) (ISO 639-3:shu)
- Árabe nigeriano

#### Variantes judaicas
Estas são influenciadas pelas línguas hebraica e língua aramaica. Embora tenham características semelhantes umas às outras, eles não são uma unidade homogênea e ainda pertencem filologicamente aos mesmos agrupamentos familiares que seus variantes não-judaicos.
- Árabe-Judaico (ISO 639-3:jrb)
  - Árabe judaico-iraquiano (ISO 639-3:yhd)
    - Árabe judaico-bagdadiano

  - Árabe judaico-marroquino (ISO 639-3:aju)
  - Árabe judaico-tripolitano (ISO 639-3:yud)
  - Árabe judaico-tunisiano (ISO 639-3:ajt)
  - Árabe judaico-iemenita  (ISO 639-3:jye)

#### Crioulas
- Árabe nubi
- Árabe Juba (árabe sul-sudanês)

#### Pidgins
- Árabe maridi
- Árabe turku

#### Variantes identificada com países
- Árabe argelino
- Árabe bareinita
- Árabe catariano
- Árabe chadiano
- Árabe egípcio
- Árabe emiradense
- Árabe iemenita
- Árabe iraquiano
- Árabe jordaniano
- Árabe kuwaitiano
- Árabe libanês
- Árabe líbio
- Árabe hassani (árabe mauritano)
- Árabe marroquino
- Árabe nigeriano
- Árabe omani
- Árabe palestino
- Árabe saariano
- Árabe somali
- Árabe sudanês
- Árabe sírio
- Árabe tunisino

#### Variedade diglóssica
- Árabe moderno padrão (ISO 639-3:arb)